# The Pogues
The Pogues – angielsko-irlandzki zespół grający muzykę celtycką z elementami punk rocka. Zespół założony został w 1982 w Londynie w dzielnicy King’s Cross przez Shane MacGowana. 

## Historia zespołu
Pierwotną nazwą zespołu było Pogue Mahone (irl. Póg mo Thóin), co w języku irlandzkim znaczy „pocałuj mnie w dupę” Autorem nazwy był Spider Stacy W 1984 roku skrócono ją The Pogues. 
The Pogues jako jedna z pierwszych grup połączyła irlandzką muzykę folkową z surowym punk rockiem, uzupełniając go poetyckimi tekstami MacGowana. Poza własnymi kompozycjami aranżowała też irlandzkie piosenki ludowe. W swoich nagraniach poza gitarami i perkusją grupa wykorzystywała m.in. akordeon, banjo, piszczałki. 
W 1991 roku Shane MacGowan został wyrzucony z powodu problemów alkoholowych, zastąpił go wtedy Joe Strummer, wokalista z zespołu The Clash. Zespół, występujący dalej w rozmaitych składach, zawiesił swoją działalność w 1996. W latach 2001–2014 powrocie MacGowana działał ponownie, chociaż bez nowych nagrań studyjnych. MacGowan zmarł 30 listopada 2023. 

## Dyskografia

### Albumy studyjne
- Red Roses for Me(inne języki) (1984): nr 89 UK
- Rum Sodomy & the Lash(inne języki) (1985): nr 13 UK
- Poguetry in Motion(inne języki) (EP, 1986)
- If I Should Fall from Grace with God(inne języki) (1988): nr 3 UK, nr 88 US
- Peace and Love(inne języki) (1989): nr 5 UK
- Yeah Yeah Yeah Yeah Yeah(inne języki) (EP, 1990): nr 43 UK
- Hell's Ditch(inne języki) (1990) nr 12 UK
- Waiting for Herb(inne języki) (1993): nr 20 UK
- Pogue Mahone(inne języki) (1996)

### Albumy koncertowe
- The Ultimate Collection including Live at the Brixton Academy 2001 (2005): nr 15 UK

### Kompilacje
- The Best of The Pogues(inne języki) (1991): nr 11 UK
- The Rest of The Best(inne języki) (1992)
- The Very Best Of The Pogues (2001): nr 18 UK
- Dirty Old Town: The Platinum Collection (Budget CD) (2005)
- Just Look Them Straight In The Eye and Say....POGUE MAHONE!! (Anthology/Box Set of rare and unreleased tracks) (2008)

### Kolekcje teledyskowe
- The Pogues: Live at The Town & Country Club, St. Patrick's Day 1988 VHS 1988
- POGUEVISION Music Video Collection – VHS 1991

### Single
| Year | Title                                                           | Chart positions   | Chart positions          | Chart positions           | Chart positions  | Chart positions     | Album                                |
| ---- | --------------------------------------------------------------- | ----------------- | ------------------------ | ------------------------- | ---------------- | ------------------- | ------------------------------------ |
| Year | Title                                                           | Billboard Hot 100 | Modern Rock Tracks chart | Hot Dance Music/Club Play | UK Singles Chart | Irish Singles Chart | Album                                |
| 1984 | „Dark Streets of London”                                        | -                 | -                        | -                         | -                | -                   | Red Roses for Me                     |
| 1984 | „Boys from the County Hell”                                     | -                 | -                        | -                         | -                | -                   | Red Roses for Me                     |
| 1985 | „A Pair of Brown Eyes”                                          | -                 | -                        | -                         | nr 71            | -                   | Rum, Sodomy and the Lash             |
| 1985 | „Sally MacLennane”                                              | -                 | -                        | -                         | nr 51            | -                   | Rum, Sodomy and the Lash             |
| 1985 | „Dirty Old Town”                                                | -                 | -                        | -                         | nr 62            | nr 27               | Rum, Sodomy and the Lash             |
| 1986 | Poguetry in Motion (EP)                                         | -                 | -                        | -                         | nr 29            | nr 11               | -                                    |
| 1986 | „Haunted”                                                       | -                 | -                        | -                         | nr 42            | nr 7                | Sid and Nancy (Soundtrack)           |
| 1987 | „Irish Rover” (z udziałem The Dubliners)                        | -                 | -                        | -                         | nr 8             | nr 1                | -                                    |
| 1987 | „Fairytale of New York” (z udziałem Kirsty MacColl)             | -                 | -                        | -                         | nr 2             | nr 1                | If I Should Fall from Grace with God |
| 1988 | „If I Should Fall from Grace with God”                          | -                 | -                        | -                         | nr 58            | nr 4                | If I Should Fall from Grace with God |
| 1988 | „Fiesta”                                                        | -                 | -                        | -                         | nr 24            | nr 11               | If I Should Fall from Grace with God |
| 1989 | „Yeah Yeah Yeah Yeah Yeah”                                      | -                 | nr 17                    | nr 36                     | nr 43            | #6                  | Yeah Yeah Yeah Yeah Yeah             |
| 1989 | „Misty Morning, Albert Bridge”                                  | -                 | -                        | -                         | nr 41            | nr 8                | Peace and Love                       |
| 1990 | „Summer in Siam”                                                | -                 | -                        | -                         | nr 64            | nr 21               | Hell's Ditch                         |
| 1990 | „Jack's Heroes” (z udziałem The Dubliners)                      | -                 | -                        | -                         | nr 63            | nr 4                | Yeah Yeah Yeah Yeah Yeah             |
| 1991 | „Sunny Side of the Street”                                      | -                 | nr 23                    | -                         | -                | -                   | Hell's Ditch                         |
| 1991 | „Rainy Night in Soho (Remix)”                                   | -                 | -                        | -                         | nr 67            | nr 24               | Poguetry in Motion                   |
| 1991 | „Fairytale of New York” (jako wznowienie)                       | -                 | -                        | -                         | nr 36            | nr 10               | If I Should Fall from Grace with God |
| 1992 | „Honky Tonk Woman”                                              | -                 | -                        | -                         | nr 56            | -                   | Yeah Yeah Yeah Yeah Yeah             |
| 1993 | „Tuesday Morning”                                               | -                 | nr 11                    | -                         | nr 18            | nr 26               | Waiting for Herb                     |
| 1993 | „Once Upon a Time”                                              | -                 | -                        | -                         | nr 66            | -                   | Waiting for Herb                     |
| 2005 | „Fairytale of New York” (wznowienie)                            | -                 | -                        | -                         | nr 3             | nr 3                | If I Should Fall from Grace with God |
| 2006 | „Fairytale of New York” (wznowienie w serwisie Downloads alone) | -                 | -                        | -                         | nr 6             | -                   | If I Should Fall from Grace with God |
| 2007 | „Fairytale of New York” (wznowienie w serwisie Downloads alone) | -                 | -                        | -                         | nr 4             | nr 3                | If I Should Fall from Grace with God |

### Fairytale of New York
Zasugerowano, aby wydzielić z tego artykułu fragmenty do artykułu Fairytale of New York.
W 1987 singel „Fairytale of New York” zajął 1. pozycję na listach przebojów w Irlandii oraz 2. miejsce na brytyjskich listach, podczas świąt Bożego Narodzenia (okres największej sprzedaży na rynku). Utwór ten z upływem lat stał się klasykiem na wyspach, oraz został wybrany w ankietach kanału muzyczno-telewizyjnego VH1 UK jako najlepsza piosenka świąteczna od 2004  przez następny szereg lat: w 2005, i w 2006, pomimo nieuzyskania 1. miejsca jako świąteczna piosenka w roku wydania. Piosenka ta została uznana także w ankiecie VH1 za 27. na liście wszech czasów spośród wszystkich „UK nr 1.” W innej ankiecie, przeprowadzonej wśród słuchaczy BBC Radio 2, otrzymała miano 84. piosenki wszech czasów (ankieta „Sold on Song”, Top 100). W 2007 na krótki okres BBC ocenzurowało ją z uwagi na słowo „faggot” (idiomatycznie po polsku: „pedał”) w tekście, ocenionego wówczas jako obraźliwego dla gejów. Jednak w obliczu powszechnych protestów wobec cenzury ze strony słuchaczy, w tym matki gościnnie występującej w tym nagraniu piosenkarki Kirsty MacColl, która zmarła w wypadku na morzu w 2000, dalszej cenzury zaniechano.